# История создания повести «Двойник»

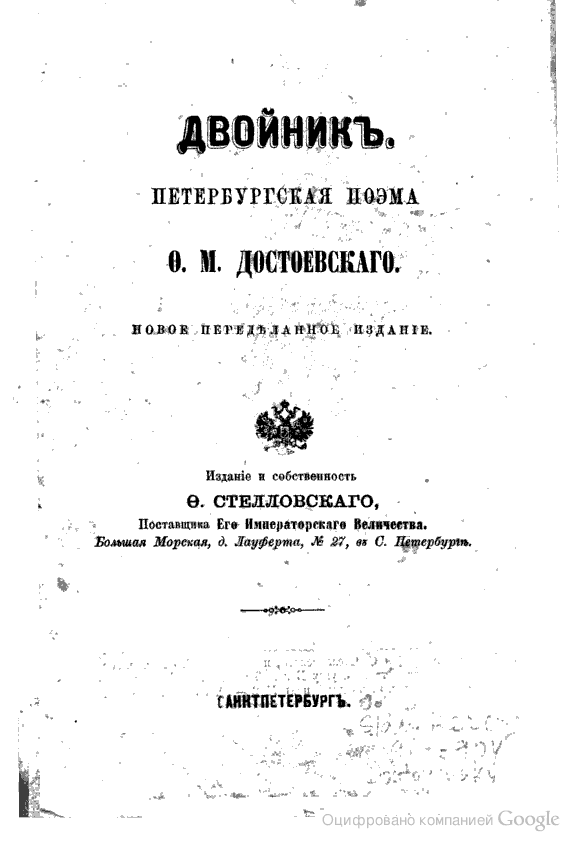

Повесть «Двойник» — первая повесть Фёдора Михайловича Достоевского.

## Замысел и начало работы
К 4 мая 1845 года Достоевский закончил работу над своим первым романом «Бедные люди». В этот день Достоевский писал старшему брату Михаилу, что у него уже есть замыслы для новых произведений: «Есть у меня много новых идей, которые, если 1-й роман пристроится, упрочат мою литературную известность». По мнению литературоведа Георгия Фридлендера, уже тогда у писателя мог сложиться замысел повести «Двойник».
Из дневников самого Достоевского следует, что непосредственно к работе над произведением писатель приступил уже летом 1845 года. В это время Фёдор Михайлович находился в Ревеле в гостях у старшего брата, с которым делился замыслами и читал уже написанные фрагменты. Изначально писатель рассчитывал завершить повесть в августе. В конце лета, судя по последующим письмам Достоевского, был сделан некоторый перерыв в работе над повестью. Вернувшись в Петербург в начале сентября, писатель сразу же сообщил брату, что во время перерыва у него возникли новые мысли и сюжетные ходы, позволившие улучшить задуманное.

## Работа над повестью
Работа над повестью продолжалась в течение всей осени и начала зимы 1845 года. По словам врача писателя, Степана Яновского, Достоевский проявлял интерес к специальной медицинской литературе «о болезнях мозга и нервной системы, о болезнях душевных и о развитии черепа по старой, но в то время бывшей в ходу системе Галля», что позволило автору очень точно показать расстройство психики у главного героя. В начале октября Достоевский писал брату Михаилу, что написание повести продвигается с трудом из-за сложного характера главного персонажа — Якова Петровича Голядкина: «Что ему! Подлец, страшный подлец! Раньше половины ноября никак не соглашается окончить карьеру. Он уж теперь объяснился… А меня, своего сочинителя, ставит в крайне невыгодное положение… Белинский понукает меня дописывать Голядкина…».
В течение всего периода работы новым произведением активно интересовался критик Виссарион Белинский, находившийся в то время под большим впечатлением от первого романа писателя. Белинский порекомендовал ещё ненаписанную повесть Достоевского издателю «Отечественных записок» Андрею Краевскому, познакомив того с молодым писателем. В результате Достоевский пообещал предоставить Краевскому новую повесть «для первых месяцев наступающего 46-го года». Осенью Достоевский рассчитывал закончить работу над «Двойником» к середине ноября, но 16 ноября в письме брату рассказал, что не успевает: «Голядкин до сей поры ещё не кончен; а нужно кончить непременно к 25-му числу». В итоге повесть писалась до 28 января 1846 года, о чём писатель также сообщал брату: «…я до самого последнего времени, то есть до 28-го числа, кончал моего подлеца Голядкина. Ужас! Вот каковы человеческие расчеты: хотел было кончить до августа и протянул до февраля!».
На момент завершения повести молодой Достоевский высоко её оценивал: «Голядкин в 10 раз выше „Бедных людей“… Действительно, Голядкин удался мне донельзя», чему, в частности, способствовали высокие оценки ещё неоконченного произведения в окружении Белинского. Первые главы своей новой повести писатель прочитал Ивану Тургеневу и другим членам кружка Белинского уже в начале декабря 1845 года: «На вечере, помню, был Иван Сергеевич Тургенев, прослушал лишь половину того, что я прочел, похвалил и уехал, очень куда-то спешил».
Из всех рукописных текстов начального периода творчества Достоевского сохранились только отдельные наброски к повести «Двойник». Большинство материалов по данной повести и прочим произведениям раннего Достоевского могли быть либо уничтожены самим писателем перед арестом, либо изъяты уже после ареста и уничтожены после окончания следствия

## Публикация и реакция
24 января 1846 года цензура разрешила печатать повесть. Впервые «Двойник» был опубликован 1 февраля 1846 года во втором номере журнала «Отечественные записки» с подзаголовком «Приключения господина Голядкина». Опубликованная целиком повесть вызвала разочарование в кругу Белинского. А переживания о том, что он обманул ожидания читателей и испортил произведение, привели к тому, что к апрелю Достоевский «заболел от горя».
В дальнейшем отношение писателя к повести менялось в зависимости от читательских отзывов. Из писем Достоевского к брату видно, что в октябре 1846 года он задумывался о переработке и переиздании повести. Но уже в ноябре Фёдор Михайлович писал, что этот замысел не состоялся. В апреле 1847 года писатель снова вернулся к идее переписать и издать повесть заново. Но и этот замысел оказался не реализован из-за ареста и последующей сибирской ссылки.

## После ссылки
По возвращении из ссылки писатель показал, что не оставил идею о переработке повести. Осенью 1859 года он писал брату из Твери, что планирует включить в издаваемое собрание сочинений «совершенно переделанного „Двойника“». Однако, уже 9 октября Достоевский в очередной раз откладывает переработку повести, рассчитывая вернуться к этой работе в случае успешного издания остальных произведений: «„Двойник“ исключен, я издам его впоследствии, при успехе, отдельно, совершенно переделав и с предисловием». Таким образом, в 1860 году повесть не вошла в первое двухтомное собрание сочинений Достоевского.
Из черновых записей писателя 1861—1864 годов следует, что идея переработки повести не оставляла Достоевского. В его черновиках многократно встречаются повторяющиеся дополнительные сцены и эпизоды, каждый раз обрастающие всё новыми подробностями и уточнениями. В этот период Достоевский работал журналистом в газетах «Время» и «Эпоха», поэтому в новую редакцию повести планировал включить различные остро злободневные публицистические мотивы. В черновиках писателя материалы для доработки «Двойника» соседствуют с публицистическими заметками и похожими произведениями начала 1860-х годов.

### Идеи переработки
Из заметок писателя можно сделать вывод, что в 1861—1864 годах он планировал расширить сюжет повести новыми эпизодами. Неудачное сватовство главного героя к Кларе Олсуфьевне планировалось дополнить обещанием со стороны Голядкина-младшего во всём помогать Голядкину-старшему. Превращение Голядкина-младшего из мнимого друга во врага должно было сопровождаться новыми сценами, признаниями, даже дуэлью с генералом и поручиком. Голядкин должен был стать «прогрессистом», появиться «в высшем обществе» и на собрании у Петрашевского. В признании Голядкина-старшего должны были прозвучать «мечты сделаться Наполеоном, Периклом, предводителем русского восстания».
С другой стороны, в повести должно было появиться значительное количество злободневных мотивов. Так, если в изначальной редакции Голядкин-старший искренне считает начальников «отцами» и «благодетелями», то в новой редакции это уже с иронией должен был передать Голядкин-младший, тем самым показав «анатомию всех русских отношений к начальству» и позволив глубже проанализировать её автору. В повести появляется полемика с «нигилизмом» и атеизмом уже Достоевского 1860-х годов.
Несмотря на многочисленные планы в 1861—1864 годах переработка повести так и не была выполнена. Все творческие замыслы этого периода относительно «Двойника» так и остались в записных книжках. Исследователи творчества писателя полагают, что к написанию новой редакции повести Достоевский в это время так и не приступил.

## Переработка повести
Переработкой «Двойника» Достоевский занялся только летом или осенью 1866 года при подготовке третьего тома собрания сочинений. При этом писатель отказался от расширения произведения, отбросив все предыдущие наработки. По мнению Фридлендера, автор мог пойти к выводу, что внесение этих наработок испортит изначальный замысел и нарушит художественное единство повести. Достоевский ограничился более четким обозначением основных линий изначального замысла.
Писатель постарался ускорить действие, исключив из повести чрезмерно замедляющие её эпизоды: излишние размышления героя о «самозванстве» двойника, часть диалогов между Голядкиным-старшим и Голядкиным-младшим, а также часть воображаемой переписки Голядкина с Вахрамеевым. Таким образом, Достоевский рассчитывал акцентировать внимание на социальной и нравственно-психологической проблематике произведения.
Помимо этого, Достоевский обратил внимание на замечания критиков и устранил значительное количество повторений и комические заголовки глав. Сами главы в повести были перенумерованы. Подзаголовок повести изменился. Вместо старого подзаголовка «Приключения господина Голядкина» в новой редакции Достоевский использовал подзаголовок «Петербургская поэма», тем самым, по мнению исследователей, соотнося своё произведение с «Мёртвыми душами» Гоголя. В отдельном издании 1866 года повесть выходит уже в новой редакции.
Переоценивая свою раннюю повесть в 1877 году, Достоевский отметил, что идея была серьёзная, но с её раскрытием он не справился: «Повесть эта мне положительно не удалась, но идея её была довольно светлая, и серьёзнее этой идеи я никогда ничего в литературе не проводил. Но форма этой повести мне не удалась совершенно <…> если б я теперь принялся за эту идею и изложил её вновь, то взял бы совсем другую форму; но в 46 г. этой формы я не нашел и повести не осилил».